# Distretto di Seriana
Il distretto di Seriana è un distretto della Provincia di Batna, in Algeria, con capoluogo Seriana.

## Comuni
Il distretto comprende i seguenti comuni:
- Seriana
- Lazrou
- Zanat El Beida